# 孫一 (恆星)
天鸽座κ，又名CD-35 2800，HD 43785、SAO 196643、HR 2256，是天鸽座的一颗恒星，视星等为4.37，位于銀經242.35，銀緯-21.89，其B1900.0坐标为赤經6h 12m 59.6s，赤緯-35° -21.89′ 26″。